# Oetwil an der Limmat
Oetwil an der Limmat é uma comuna da Suíça, no Cantão Zurique, com cerca de 2.145 habitantes. Estende-se por uma área de 2,76 km², de densidade populacional de 777 hab/km². Confina com as seguintes comunas: Dällikon, Dänikon, Dietikon, Geroldswil, Hüttikon, Spreitenbach (AG), Weiningen, Würenlos (AG).
A língua oficial nesta comuna é o Alemão.